# Entre Calais et Dover
Entre Calais et Douvres, es una 1897 cortometraje cómico mudo de Georges Méliès.

## Trama
En la cubierta de un barco de vapor con la etiqueta "Robert-Houdin Star Line", los pasajeros experimentan un cruce accidentado del Canal de la Mancha. Entre ellos, un hombre con patillas en un traje a cuadros intenta luchar contra el mareo, un clérigo con mucha barba entabla conversaciones con viajeros molestos y un capitán observa el pandemónium desde una cubierta superior.

## Producción y estreno
La película se filmó al aire libre en el jardín de la propiedad de Méliès en Montreuil, Seine-Saint-Denis, con un paisaje pintado. El movimiento de balanceo del barco fue creado por una plataforma articulada especial, construida por Méliès para Sea Fighting en Grecia el mismo año. El cartel "Robert-Houdin Star Line" hace referencia al Théâtre Robert-Houdin de Méliès, así como a la marca comercial de su negocio cinematográfico, "Star Film".  El plató de la película también incluye una marca con las iniciales "MR", en referencia a Méliès y Lucien Reulos, un colega que entonces era socio comercial de Méliès.
La película presenta al propio Méliès como el hombre del traje a cuadros; Georgette Méliès, su hija, como la joven de la muñeca; y Joseph Grapinet, un escultor de Montreuil, como el hombre que sostiene binoculares en el fotograma de producción superviviente de la película. La puesta en escena ofrece un ejemplo temprano del talento de Méliès para planificar escenas de comedia aparentemente caóticas; según el historiador de cine John Frazer, "se preparó y ensayó una coreografía ruda y desordenada para que, en medio del tumulto general, se señalaran sucesivamente acciones significativas".  Más tarde, ejemplos más desarrollados de esta coreografía de farsa en el trabajo de Méliès incluyen escenas en The Cook in Trouble (1904) y The Merry Frolics of Satan (1906).
La película fue estrenada por la Star Film Company de Méliès y ocupa el puesto 112 en sus catálogos, donde se publicitó como scène comique à bord d'un paquebot ("escena cómica a bordo de un barco de vapor"). El primer título en inglés conocido para la película es Between Dover and Calais, pero el título Between Calais and Dover también se ha utilizado en escritos académicos  y para el lanzamiento de videos domésticos.